# Monotube

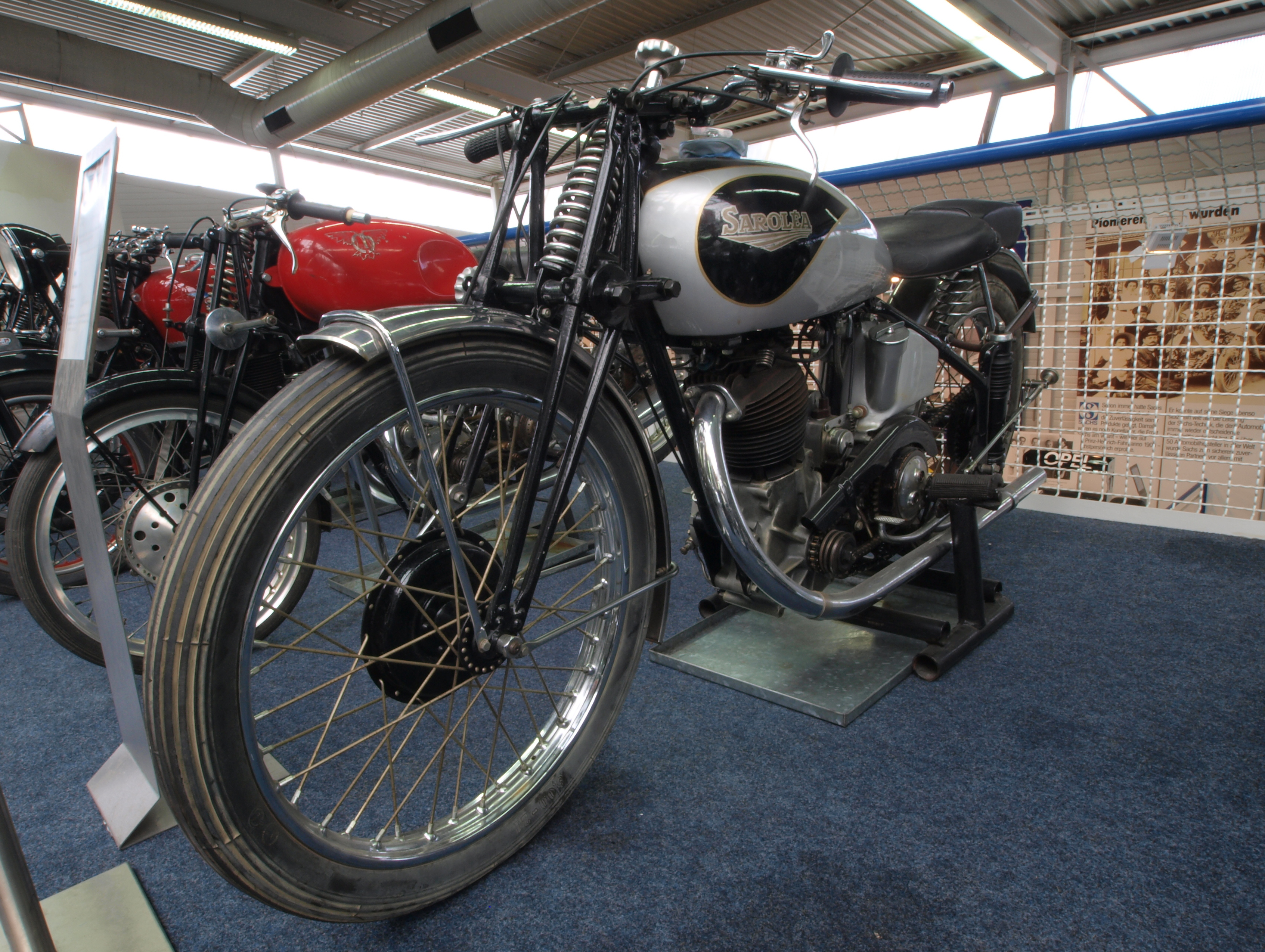
Sarolea 37F Monotube

Monotube is een van de bekendste motorfietsmodellen van het Belgische merk Saroléa. 
De naam kwam van de enkele uitlaat aan de transmissiezijde. Eerdere modellen hadden twee uitlaten.